# Metioche quadrimaculata
Metioche quadrimaculata är en insektsart som beskrevs av Lucien Chopard 1952. Metioche quadrimaculata ingår i släktet Metioche och familjen syrsor. Inga underarter finns listade i Catalogue of Life.